# Oben geblieben ist noch keiner
Oben geblieben ist noch keiner ist ein vom DEFA-Studio für Spielfilme (Potsdam-Babelsberg) für das Fernsehen der DDR 1979/1980 produzierte Komödie von Filmregisseur Eberhard Schäfer. Der Handlung liegt der Spielfilm Quax, der Bruchpilot aus dem Jahr 1941 zugrunde.

## Handlung
Willi Zubrodt wird von seiner Abteilung zu einem Fallschirmspringerlehrgang bei der GST delegiert. Da er es mit der Disziplin nicht so genau nimmt, keinen Respekt vor den Ausbildern hat und sich nicht ins Kollektiv einordnet, versuchen die Ausbilder ihn vorzuführen und so seinen Rauswurf aus dem Lehrgang zu forcieren. Die Versuche, ihm in Theorie und Körperkondition Lücken nachzuweisen, misslingen allerdings gründlich. Zubrodt gelingt es jedes Mal den Spieß umzudrehen.
Wegen seiner Disziplinlosigkeiten soll jedoch die Bezirksleitung der GST über seinen weiteren Verbleib im Lehrgang entscheiden. Als der erste Fallschirmsprung stattfinden soll, bleibt Zubrodt jedoch aus Angst im Flugzeug. Bei einem erneuten Flug helfen seine Kameraden nach. Weit außerhalb des Zielfeldes gelandet, wird Zubrodt von einer Frau in die Nähe des Ausbildungslagers gefahren. Bei der Flugplatzleitung stellt sich heraus, dass es sich bei dieser Frau um Christine Linde von der Bezirksleitung der GST handelt. Da sie Sympathien für Zubrodt entwickelt hat, entscheidet sie, ihm eine zweite Chance zu gewähren.
Als Zubrodts Kollegen den Ausbildungsplatz besuchen, um ihren „Helden“ beim Fallschirmspringen zu sehen, startet dieser mit Christine Linde zu einem erneuten Flug. Der Sprung soll wegen des Wetters abgesagt werden, doch Zubrodt springt trotzdem und Christine Linde folgt ihm. Während auf dem Ausbildungsplatz eine Suchaktion gestartet wird, kommen die weit vom Ziel abgekommenen Zubrodt und Linde sich näher.
Später wird Christine Linde in einem Auto mitgenommen, während Zubrodt seinen Rückweg zu Fuß fortsetzen muss. Von Selbstzweifeln geplagt, kommt er an einer Baustelle vorbei, wo eine Frau versucht, in einen abgeschlossenen Bauwagen zu kommen. Als er begreift, dass es um ein krankes Kind geht, entwendet er einen schweren Lkw und fährt das Kind ins Krankenhaus. Dort finden ihn schließlich die Ausbilder und sein Abteilungsleiter.
In der abschließenden Szene sieht man Christine Linde und Willi Zubrodt als Brautpaar aus einem Flugzeug springen.

## Kritik
„Lustspiel des DDR-Fernsehens, in dem mit komischen Mitteln für die vormilitärische Ausbildung innerhalb der GST (Gesellschaft für Sport und Technik) geworben wird.“